# La Praya (S622)
Pour les articles homonymes, voir La Praya.
La Praya (numéro de coque S622) était un sous-marin de classe Agosta de la marine française.

## Fabrication
Le navire a été commandé au chantier naval de Cherbourg, où la quille a été posée en 1974. Il a été lancé le 15 mai 1976 et achevé le 9 mars 1978.

## Service
Le navire a été retiré du service au début de l’année 2000. Il a été stocké à l'arsenal de Brest de 2009 à 2020 dans l'attente de sa démolition, et finalement démantelé à Brest en 2020-2021.